# Karl Fischoeder
Karl Fischoeder (auch: Karl Fischöder; * 31. August 1900 in Ingolstadt; gefallen 25. April 1940) war ein deutscher Pädagoge und Schriftsteller.

## Leben
Karl Fischöder studierte an der Universität München, an deren Philosophischer Fakultät er im Jahr 1923 seine Dissertation ablegte über den Schriftsteller Paul Heyse unter dem Titel Paul Heyses Novellen in Versen.
Fischöder wirkte als Lehrer mit dem Titel Studienrat an einer Schule in der Stadt Peine.
Zur Zeit des Nationalsozialismus bereitete er ein Buch über zeitgenössischen Holzschnitt vor und nahm deshalb Kontakt zu dem Bildhauer Ernst Barlach auf, mit dem er mehrfach im Briefwechsel stand. Fischoeders geplante Monografie blieb jedoch Fragment, da er während des Zweiten Weltkrieges an der Front fiel.

## Schriften
- Paul Heyses Novellen in Versen, Dissertation 1923 an der Philosophischen Fakultät der Universität München, Weißenburg in Bayern: Scheu, 1923
- Bernhard Feldkamp, in:
  - Deutsche Kunst und Dekoration. Illustrierte Monatshefte für moderne Malerei, Plastik, Architektur, Wohnungskunst und künstlerische Frauen-Arbeiten, Bd. 68, Stuttgart: Koch, 1931, ISSN 2195-6308, S. 226–228; Digitalisat der Universitätsbibliothek Heidelberg
  - Kunst und Künstler. Illustrierte Monatsschrift für bildende Kunst und Kunstgewerbe, Bd. 29, Berlin: Cassirer, 1931, ISSN 2195-481X, S. 423–424; Digitalisat
- Künstlerischer Nachwuchs in Hannover, in: Der Kunstwanderer. Zeitschrift für alte und neue Kunst, für Kunstmarkt und Sammelwesen, Bd. 14, Berlin 1932, ISSN 2365-6816, S. 384–385; Digitalisat
- Wichtige Probleme deutscher Zukunftsgestaltung im Unterricht, in: Deutsches Philologen-Blatt, 41. Jahrgang, 1933, S. 298; Digitalisat über die Bibliothek für Bildungsgeschichtliche Forschung des  DIPF | Leibniz-Instituts für Bildungsforschung und Bildungsinformation
- Berthold Stölzer, in: Die Kunst für alle. Malerei, Plastik, Graphik, Architektur, 50. Jahrgang (1934/35), München: F.A. Bruckmann, 1935, (= Heft 3 vom Dezember 1934), S. 68–72; Digitalisat
- Grosse Frühjahrsausstellung im Kunstverein Hannover, in: Die Kunst. Monatshefte für freie und angewandte Kunst, Band 71, München: Magazinpr. Verlag, 1935, S. 251–255
- Eine Reihergruppe im Maschsee in Hannover von Ruth Meisner, in  Die Kunst. Monatshefte für freie und angewandte Kunst, Band 75, München: Magazinpr. Verlag, 1937, S. 138 (= Heft 5, Februar 1937); Digitalisat
- Grosse Frühjahrsausstellung in Hannover, in: Die Kunst. Monatshefte für freie und angewandte Kunst, Band 77, München: Magazinpr. Verlag, 1937, S. 1, 288
- Hannoversche Malerei der Gegenwart, in: Die Kunst für alle. Malerei, Plastik, Graphik, Architektur, Bd. 54 (1938/39), München: Bruckmann, 1939, ISSN 2195-6820, S. 277–283; Digitalisat

## Archivalien
Archivalien von und über Karl Fischöder finden sich beispielsweise
- als Schriftwechsel von und mit Ernst Barlach im Archiv des Ernst-Barlach-Hauses in Hamburg, Inventar-Nummer 1964/6M[3]